# Никольск (Чечерский район)
Никольск (бел. Мікольск) — посёлок в Ровковичском сельсовете Чечерском районе Гомельской области Беларуси.
На востоке граничит с лесом.

## География

### Расположение
В 20 км на запад от Чечерска, 21 км от железнодорожной станции Буда-Кошелёвская (на линии Гомель — Жлобин), 49 км от Гомеля.

### Гидрография
На севере мелиоративный канал, соединённый с рекой Чечора (приток реки Сож).

## Транспортная сеть
Рядом шоссе Довск — Гомель. Планировка состоит из короткой меридиональной улицы, застроенной деревянными усадьбами.

## История
Основан в начале 1920-х годов на бывших помещичьих землях переселенцами из соседних деревень. В 1926 году работал почтовый пункт, в Кораблищанском сельсовете Чечерского района Гомельского округа. В 1931 году организован колхоз. 9 жителей погибли на фронтах Великой Отечественной войны. Согласно переписи 1959 года в составе подсобного хозяйства районного производственного объединения «Сельхозхимия» имени А. В. Суворова (центр — деревня Ровковичи).

## Население

### Численность
- 2004 год — 8 хозяйств, 16 жителей.

### Динамика
- 1926 год — 5 дворов, 31 житель.
- 1959 год — 84 жителя (согласно переписи).
- 2004 год — 8 хозяйств, 16 жителей.